# Güterberg
Güterberg è una frazione del comune tedesco di Uckerland, nel Brandeburgo.

## Storia
Il 31 dicembre 2001 il comune di Güterberg venne fuso con i comuni di Fahrenholz, Jagow, Lemmersdorf, Lübbenow, Milow, Nechlin, Trebenow, Wilsickow, Wismar e Wolfshagen, formando il nuovo comune di Uckerland.

## Amministrazione
Güterberg è governata da un consiglio di frazione (Ortsbeirat) composto di 3 membri.